# Qui peut vivre sans amour?
Qui peut vivre sans amour? è una canzone registrata dalla cantante canadese Céline Dion, pubblicata come terzo ed ultimo singolo promozionale del suo album, Sans attendre (2012). Il brano scritto da Elodie Hesme e David Gategno e prodotto da Julien Schultheis e dallo stesso Gategno, uscì per le radio l'8 marzo 2013 in Belgio, Francia e Svizzera, mentre dieci giorno fu pubblicato in Québec.
Qui peut vivre sans amour? ha ricevuto recensioni generalmente favorevoli dai critici musicali, che l'hanno definita una power ballad rock orchestrale. Il videoclip musicale ben accolto per la canzone fu presentato in anteprima il 19 aprile 2013.

## Antefatti e uscita
I testi e l'anteprime di trenta secondi di ogni canzone di Sans attendre furono pubblicati sul sito ufficiale della Dion il 18 ottobre 2012, tra questi Qui peut vivre sans amour?, il quale divenne disponibile come digital download il giorno di pubblicazione dell'album. Il 10 febbraio 2013, il celinedion.com annunciò che Qui peut vivre sans amour? sarebbe stato il terzo singolo promozionale. L'8 marzo 2013 fu rivelata la copertina del singolo creata dall'illustratrice Aurore Hutton, nipote dell'ex presidente francese Valéry Giscard d'Estaing. Lo stesso giorno Qui peut vivre sans amour? uscì su tutte le radio di Belgio, Francia e Svizzera, mentre in Québec, uscì il 18 marzo 2013. Il singolo promozionale contiene una nuova versione della canzone con meno chitarra e più pianoforte e archi.

## Composizione e contenuti
La canzone è stata scritta da Elodie Hesme e David Gategno, mentre la produzione è stata curata da Julien Schultheis e dallo stesso Gategno. Elodie Hesme lavorò con Céline per la prima volta, scrivendo i testi di tre canzoni contenute all'interno di Sans attendre: Qui peut vivre sans amour?, Attendre e Si je n'ai rien de toi. David Gategno collaborò con la cantante per l'album D'elles (2007), componendo e producendo il suo primo singolo promozionale, Et s'il n'en restait qu'une (je serais celle-là). In Sans attendre compose e produsse oltre a Qui peut vivre sans amour?, anche Attendre, La mer et l'enfant e Si je n'ai rien de toi. Anche per Julien Schultheis fu la prima collaborazione con la cantante canadese. In Qui peut vivre sans amour?, la Dion "assume un tono drammatico rivelando un lato più oscuro" e chiede chi può vivere senza amore, sapendo che a volte può causare dolore e sofferenza. Il brano presenta la Paris Pop Orchestra diretta dal cantante francese Stanislas.

## Videoclip musicale
Il videoclip musicale di Qui peut vivre sans amour? è stato girato a Las Vegas il 18 marzo 2013 e diretto da Thierry Vergnes, già regista dei videoclip dei due singoli precedenti di Sans attendre: Parler à mon père e Le miracle. Il videoclip di Qui peut vivre sans amour? fu presentato per la prima volta il 19 aprile 2013 e ricevette un'ottima accoglienza dalla critica, la quale lo considerò migliore dei primi due videoclip musicali diretti dalla Vergens. Il video è alternato da scene in cui appare la Dion cantare in un luogo buio a scene in cui una coppia di ballerini danzano in diversi ambienti caratterizzati da posti deserti e disabitati.

## Recensioni da parte della critica
La canzone, generalmente, fu ben accolta dalla critica. Il polacco Łukasz Mantiuk di All About Music definì Qui peut vivre sans amour? "forte e grintosa" e la mise tra i migliori brani di Sans attendre. Lea Hermann di Focus scisse che il singolo è "una canzone drammatica ispirata al rock, percorsa dalla batteria, che spicca nell'album", mentre Paula Haddad di Music Story elogiò la produzione, scrivendoː "In un registro più rock, la cantante disegna la sua voce su Qui peut vivre sans amour?. Uno di quei titoli muscolosi che l'artista ha in segreto, ben prodotto." Alain de Repentigny di La Presse l'ha definita "una power ballad rock orchestrale." Elogiò il fatto che la Dion stia "addentando" una canzone rock, ritenendo che l'assolo di chitarra è un po' datato. Secondo Jonathan Hamard di PureBreak Charts, Qui peut vivre sans amour? è l'unica canzone veramente dinamica dell'album e ha un ritornello efficace, definendola "incisiva" ed "elettrica". Secondo Evous France, il singolo è una ballata rock con una voce energica, un po' simile a Et s'il n'en restait qu'une (je serais celle-là).
Al contrario degli altri critici, Bernard Perusse de The Gazette definì il brano una "vetrina quasi-arena-rock" con un "ritornello stranamente abrasivo e senza intonazione", mentre Evous France criticò la scelta di pubblicare Qui peut vivre sans amour? come singolo, preferendo l'uscita di tracce comeː Je n'ai pas besoin d'amour, Une chance qu'on s'a, Celle qui m'a tout appris o L'amour peut prendre froid.

## Successo commerciale
Qui peut vivre sans amour? entrò nella classifica Canadian Adult Contemporary stilata da Billboard, raggiungendo la posizione numero quarantuno, mentre in Québec salì alla numero sette.
In Europa il singolo raggiunse la top 20 della classifica Ultratip Bubbling Under del Belgio Vallonia, salendo alla posizione numero dodici.

## Interpretazioni dal vivo
Céline Dion eseguì Qui peut vivre sans amour? durante due speciali televisivi francesi: Céline Dion, le grand show del 24 novembre 2012 e We Love Céline del 20 dicembre 2012, rispettivamente andati in onda su France 2 e su NRJ 12. La canzone è stata interpretata anche durante il concerto di Céline... une seule fois tenutosi a Québec City il 27 luglio 2013; la performance è registrata e incisa sull'album live Céline une seule fois / Live 2013 (2014).  Qui peut vivre sans amour? fece parte della scaletta dei tour francofoni Tournée Européenne 2013 e Summer Tour 2016.

## Formati e tracce
CD Singolo Promo (Francia) (Columbiaː 88883702962)
1. Qui peut vivre sans amour? – 3:23 (testo: Elodie Hesme – musica: David Gategno)

Digital download
1. Qui peut vivre sans amour? – 3:23 (testo: Hesme – musica: Gategno)

## Classifiche
| Classifica (2013)                         | Posizione massima raggiunta |
| ----------------------------------------- | --------------------------- |
| Belgio Vallonia (Ultratip Bubbling Under) | 12                          |
| Canada (Billboard Canada AC)              | 41                          |
| CIS (Tophit)                              | 325                         |
| Québec (ADISQ - Top 100 Francophone)      | 7                           |

## Crediti e personale
Registrazione
- Registrato agli Agathé Studios; Omega Studios; Echo Beach Studios di Jupiter (FL)
- Mixato agli Agathé Studios

Personale
- Arrangiamento di archi e corni - Julien Schultheis
- Basso - Zizou Sadki
- Batteria - Julien Schultheis
- Chitarre - Michel Aymé
- Corno - Jean Michel Tavernier
- Direttore d'orchestra - Stanislas
- Mixato da - Stephane Levy-b
- Musica di - David Gategno
- Orchestra - Paris Pop Orchestra

- Percussioni - Patrick Hampartzoumian
- Pianoforte - Julien Schultheis
- Produttore -  Julien Schultheis, David Gategno
- Programmazione - Julien Schultheis, David Gategno
- Registrato da - David Gategno, Stephane Levy-b
- Registrato da (assistente) - Ray Holznecht
- Registrato da (voci) - François Lalonde
- Tastiere - Julien Schultheis, David Gategno
- Testi di - Elodie Hesme